# Cumbia villera
Cumbia villera (traduzido livremente para o português como “cúmbia da favela” ou “cúmbia do gueto”) é um subgênero musical da cúmbia originada nas favelas da Argentina e popularizada por todo o país, América Latina e as comunidades latinas no exterior. Na Argentina, o governo considerou a difusão do estilo pelo país como sendo um fator para o aumento da criminalidade (Vários acadêmicos discordaram).
Liricamente, a cumbia villera utiliza o vocabulário agressivo e vulgar das classes marginais e baixas, assim como parte do tradicional lunfardo argentino, tratando de temas como o cotidiano nas periferias, a pobreza e a miséria, o uso de drogas, a promiscuidade e/ou a prostituição, a noite nos boliches (discotecas e clubes) que tocam cúmbia, as torcidas organizadas (barra bravas), a delinquência, os confrontos com a polícia e outras formas de autoridade, a antipatia para com os políticos, a autenticidade como sendo verdadeiros villeros (os moradores das villas miseria) entre outros temas.
Musicalmente, a cumbia villera baseia seu som no uso de sintetizadores, efeitos sonoros, teclados, keytars, tambores eletrônicos e outros instrumentos elétricos. O som característico da cumbia villera nasceu com influências da cúmbia colombiana, da cúmbia sonidera, da cúmbia santafesina e da cúmbia chicha no âmbito da cúmbia, reggae, ska, folclore argentino e música eletrônica. Por fim, o criador da cumbia villera, Pablo Lescano, admitiu que suas letras foram influenciadas por bandas de punk rock argentino como o grupo 2 Minutos e por bandas de rock rolinga como Viejas Locas. Esta visão geral não é definitiva, com o passar do tempo o gênero evoluiu, muitas bandas começaram a explorar diferentes sons, então nasceram novas fusões, como cúmbia rapera, misturando cumbia villera com hip hop, e tropipunk, misturando cumbia villera com punk. Há também bandas que fusionaram a cumbia villera com o candombe e rap.
Pelas sua origens e líricas, a cumbia villera apresenta similaridades com os estilos gangsta rap, rock barrial, e narcocorrido.